# عبد الله بن أحمد التميمي
أبو العباس عبد الله بن أحمد بن طالب السعدي التميمي (217 هـ - 276 هـ / 832م - 889م) قاضي، وفقيه مالكي، من عُلَماء القرن الثالث الهجري، ولي قضاء القيروان في الدولة الأغلبية مرتين: الأولى بين عامي (257 هـ - 259 هـ) في عهد الملك مُحَمد الثاني بن أحمد الأغلبي، والثانية بين عامي (267 هـ - 275 هـ) في عهد الملك إبراهيم بن أحمد الأغلبي وأنكر عبد الله على إبراهيم بعض سيرته فغضب عليه وعزله عن القضاء ثم سجنه.
ولد عبد الله بن أحمد في مدينة القيروان عاصمة الدولة الأغلبية عام 217 هـ في عهد الملك زيادة الله الأول الأغلبي، وتوفي في سجنه بالقيروان بعد عزله عن القضاء عام 276 هـ وقد قارب الستين عاماً، قال عنه أبو العرب: «كان عادلاً في قضائه، حازماً في جميع أموره، عالماً بما اختلف فيه، شديداً في الذب عن مالك، ورعاً في حُكَمه، قليل الهيبة في الحق للسلطان، وكان كثير الأمر بالمعروف والنهي عن المنكر، رقيق القلب، كثير الدموع». تفقه على يد القاضي سحنون وكان من كبار أصحابه، وسمع من المصريين محمد بن عبد الله بن عبد الحكم، ويونس بن عبد الأعلى، ومن أشهر تلاميذه أبو العرب التميمي، وابن اللباد.

## نسبه
هو عبد الله بن أحمد بن طالب بن سفيان بن سالم بن عقال بن خفاجة بن عباد بن عبد الله بن مُحَمد بن سعد بن حرام بن سعد بن مالك بن سعد بن زيد مناة بن تميم بن مر السعدي التميمي ويُكَنى بأبي العباس.